# Life is Beautiful (песня Ланы Дель Рей)
«Life is Beautiful» (рус. Жизнь прекрасна) — неизданная песня американской певицы Ланы Дель Рей, которая впервые была записана в 2012 году для её мини-альбома Paradise и переработана в 2015 году для использования в трейлере фильма «Век Адалин». Трек был написан Дэном Хитом и самой Ланой Дель Рей. Песня так и не была использована в самой киноленте, и официальный релиз песни так и не состоялся. Несмотря на это, обе версии песни просочились в Интернет в августе 2020 года.

## Создание и релиз
Песня была написана в 2012 году Дэном Хитом и Ланой Дель Рей для её третьего мини-альбома Paradise, однако композиция так и не вошла в окончательный трек-лист. «Life Is Beautiful» стала известна широкой публике в 2015 году, когда песня была перезаписана и использована в трейлере фильма «Век Адалин». Однако песня не была включена в официальный саундтрек к киноленте, а её отдельный релиз не состоялся. После этого, ещё один отрывок был опубликован в видео в социальной сети Twitter 14 сентября 2015 года. Несмотря на слухи о том, что композиция войдет на третий студийный альбом Honeymoon, её релиз на альбоме так и не состоялся. Песня «Life is Beautiful» является кинематографической балладой в ключе C♯ мажор с медленным темпом около 63 ударов в минуту. Трек располагает пышными струнами и слоистые вокальные гармонии в хоре. В конце 2015 года была создана петиция с просьбой официально выпустить песню, которую подписали более тысячи человек. 1 августа 2020 года две полные версии песни оказались загружены на фанатские аккаунты на YouTube и SoundCloud.